# Тіпаза (вілаєт)
Тіпаза (араб. ولاية تيبازة) — вілаєт Алжиру. Адміністративний центр — місто Тіпаза. Площа — 1 605 км². Населення — 617 661 осіб (2008).

## Географічне положення
Вілаєт розташований на узбережжі Середземного моря. На сході межує з вілаєтами Алжир та Бліда, на півдні — з вілаєтом Айн-Дефля, на заході — з вілаєтом Шлеф.

## Адміністративний поділ
Поділяється на 10 округів та 28 муніципалітетів.